# Sara Rietti
Sara Bartfeld de Rietti (* 3. Dezember 1930 in Buenos Aires, Argentinien; † 28. Mai 2017 ebenda) war eine argentinische Chemikerin, politische Aktivistin und Hochschullehrerin. Sie forschte an mehreren argentinischen Universitäten und staatlichen Organisationen und fungierte als Stabschefin des Nationalen Sekretariats für Wissenschaft und Technologie. Sie gehörte dem Vorstand der Fakultät für Exakt- und Naturwissenschaften der Universidad de Buenos Aires (UBA) an und ist dafür bekannt, dass sie die erste Nuklearchemikerin in Argentinien war.

## Leben und Werk

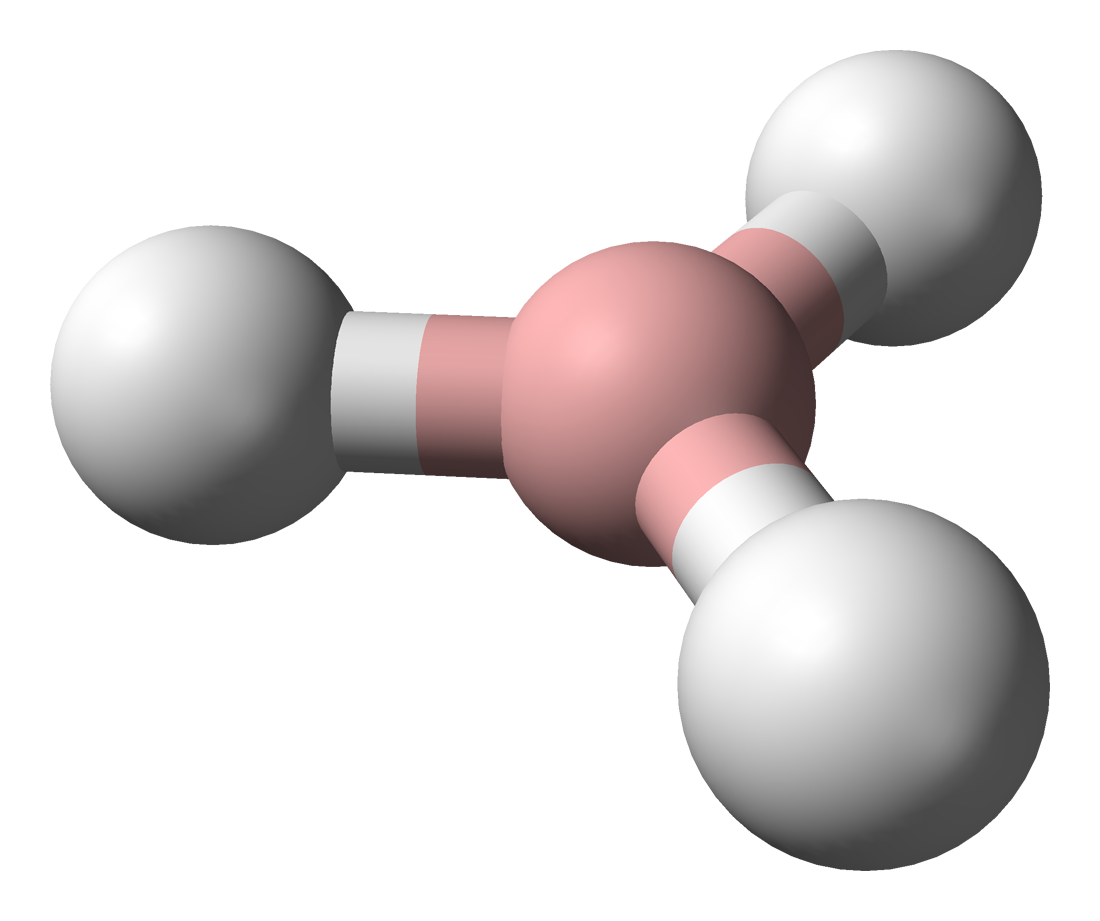
Modell des Boranmoleküls

Rietti war die Tochter einer polnischen Mutter und eines ukrainischen Einwanderers in Argentinien. Im Jahr 1949 begann sie ihr Chemiestudium an der Fakultät für Exakte Wissenschaften der Universität Buenos Aires, das sie 1953 abschloss und damit die erste argentinische Kernchemikerin wurde. 1952 heiratete sie Víctor Rietti, mit dem sie einen Sohn und zwei Töchter bekam, und setzte ihre Arbeit auf dem Gebiet der wissenschaftlichen Forschung fort.
Von 1955 bis 1966 unterrichtete und forschte sie in der Abteilung für Anorganische Chemie und Physikalische Chemie der Universität von Buenos Aires, wo sie mit hochkomplexen flüchtigen Verbindungen, den Boranen, arbeitete. Im Jahr 1963 promovierte sie an der Universität Buenos Aires.

## Nacht der langen Stöcke

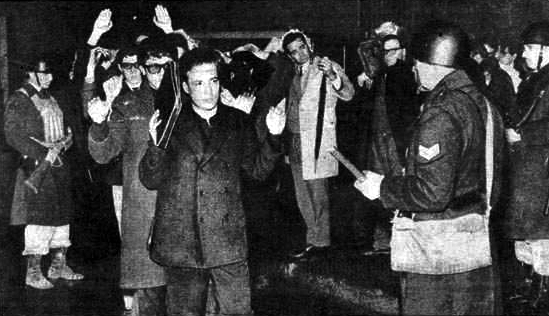
Nacht der langen Stöcke am 29. Juli 1966 in Buenos Aires

Am 28. Juni 1966 stürzte ein von General Juan Carlos Onganía angeführter Putsch den gewählten Präsidenten Arturo Illia und setzte die als Revolución Argentina bekannte Militärregierung ein. Am 29. Juli 1966 verfügte die Militärregierung von Onganía die Intervention der Universitäten und polizeiliche Repressionen gegen Studenten und Professoren, die sich dieser Maßnahme widersetzten. Dies führte zu der Nacht der langen Stöcke. Zusammen mit etwa 200 Personen befand sich Rietti zusammen mit dem Dekan Rolando García und dem Vizepräsidenten Manuel Sadovsky im Sitzungssaal der Universität, als die Polizei eintrat. Der Dekan wurde mehrfach geschlagen. In dieser Nacht gab es 400 Verhaftungen. Rietti und ihr Ehemann holten viele Kollegen aus den Polizeistationen. Als Folge der landesweiten Repression wurden zahlreiche Labore und Bibliotheken zerstört und viele Wissenschaftler und Akademiker ins Exil geschickt oder flohen wie auch García aus dem Land. Rietti blieb mit ihrer Familie in Argentinien.

## Tätigkeiten in Wissenschaft und Forschung
Im Jahr 1966 richtete sie ihre Tätigkeit nach der Intervention der Universität auf den Bereich Wissenschaft, Technologie und Entwicklung aus. Zusammen mit dem Mathematiker José Babini und Gregorio Klimovsky war sie Gründerin des Center for Science Studies und assoziiertes Mitglied des von Oscar Varsavsky geleiteten Center for Mathematical Planning.
Von 1967 bis 1969 arbeitete sie am Lateinamerikanischen Verlagszentrum als Direktorin der Wissenschaftlichen Sammlung und war von 1972 bis 1992 Mitglied des Vorstands. Von 1973 bis 1975 war sie Koordinierungsdirektorin des Instituto Nacional de Tecnología Industrial (INTI).
1983 ernannte Sadosky sie zur Stabschefin des Sekretariats für Wissenschaft und Technologie und 1994 wurde sie zur akademischen Koordinatorin des Postgraduiertenprogramms Politik und Management von Wissenschaft und Technologie an der UBA und zur beratenden Professorin im Rektorat ernannt, wo sie bis 2010 tätig war.
Rietti starb 2017 im Alter von 86 Jahren in Buenos Aires.

## Auszeichnungen und Ehrungen (Auswahl)
- 2010: Umbenennung des Raumes im Institut für Geschlechterstudien der Universidad Nacional de Cuyo in Sara-Rietti-Raum[9]
- 2011: Ehrendoktorwürde der Universidad Nacional de Rosario
- 2022: Rietti wird als eine von elf Wissenschaftlerinnen in der Hall of Argentine Science geehrt
- 2023: Verleihung des Preises Científicas que cuentan-Sara Rietti, der die Beiträge von Frauen im Wissenschafts-, Technologie- und Innovationsbereich würdigt[10]